# Lemmes
Pour les articles ayant des titres homophones, voir Lemme et Lème.
Lemmes est une commune française située dans le département de la Meuse, en région Grand Est.

## Géographie

### Hydrographie
La commune est traversée par la ligne de partage des eaux entre les bassins versants de la Meuse et de la Seine au sein respectivement du bassin Rhin-Meuse et du bassin Seine-Normandie. Elle est drainée par la Vadelaincourt, le ruisseau du Franc-Ban, le ruisseau de Mala et divers autres petits cours d'eau,.
La Vadelaincourt, d'une longueur de 20 km, prend sa source dans la commune  et se jette  dans la Cousances à Clermont-en-Argonne, après avoir traversé huit communes.

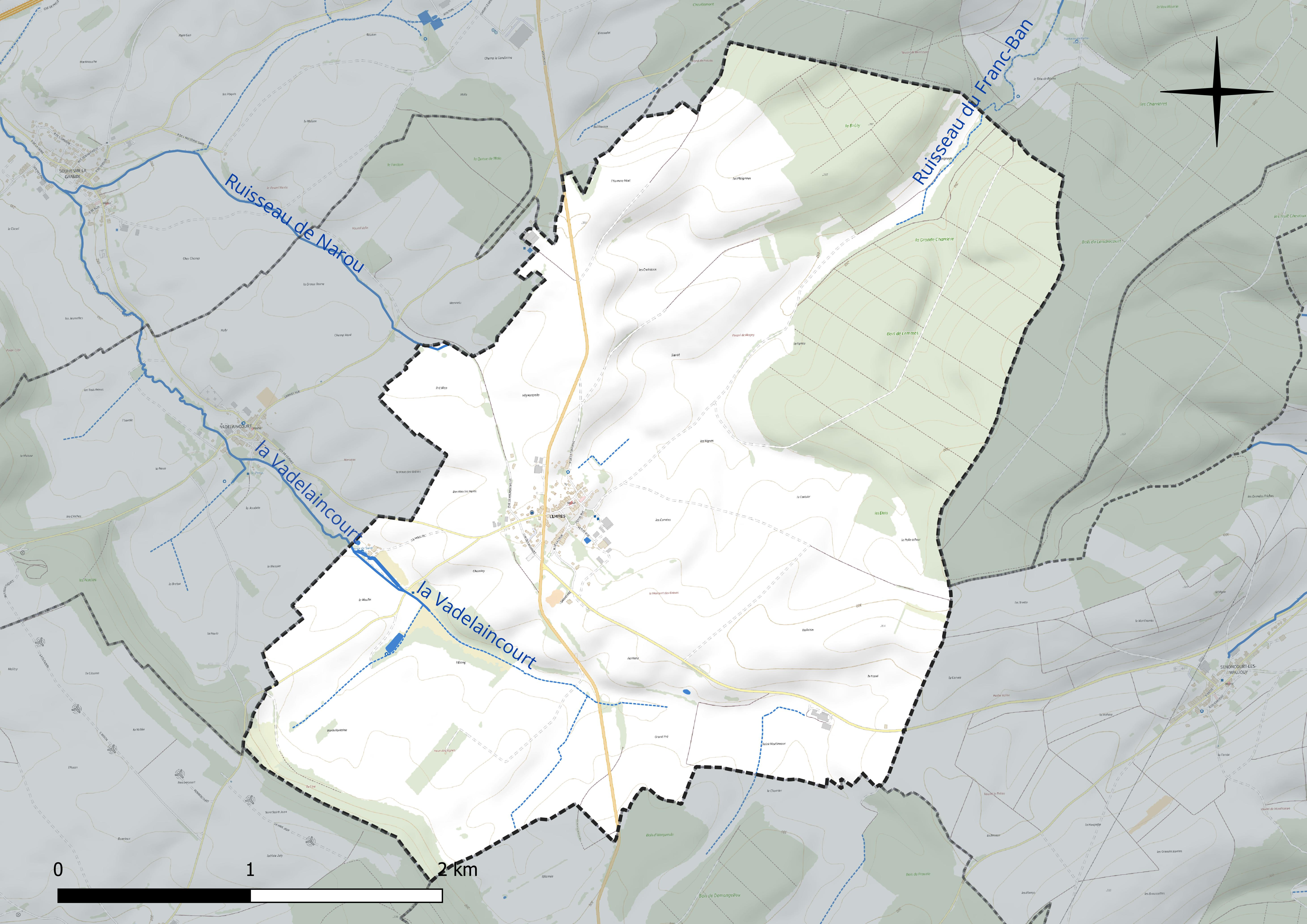
Réseau hydrographique de Lemmes.

### Climat
Pour des articles plus généraux, voir Climat du Grand Est et Climat de la Meuse.
En 2010, le climat de la commune est de type climat de montagne, selon une étude du Centre national de la recherche scientifique s'appuyant sur une série de données couvrant la période 1971-2000. En 2020, Météo-France publie une typologie des climats de la France métropolitaine dans laquelle la commune est exposée à un climat océanique altéré et est dans la région climatique  Lorraine, plateau de Langres, Morvan, caractérisée par un hiver rude (1,5 °C), des vents modérés et des brouillards fréquents en automne et hiver.
Pour la période 1971-2000, la température annuelle moyenne est de 9,6 °C, avec une amplitude thermique annuelle de 16 °C. Le cumul annuel moyen de précipitations est de 1 021 mm, avec 14 jours de précipitations en janvier et 9,6 jours en juillet. Pour la période 1991-2020, la température moyenne annuelle observée sur la station météorologique de Météo-France la plus proche, « Chaumont_sapc », sur la commune de Chaumont-sur-Aire à 16 km à vol d'oiseau, est de 10,8 °C et le cumul annuel moyen de précipitations est de 850,0 mm. 
La température maximale relevée sur cette station est de 41,1 °C, atteinte le 25 juillet 2019 ; la température minimale est de −15,5 °C, atteinte le 20 décembre 2009,,.
Les paramètres climatiques de la commune ont été estimés pour le milieu du siècle (2041-2070) selon différents scénarios d'émission de gaz à effet de serre à partir des nouvelles projections climatiques de référence DRIAS-2020. Ils sont consultables sur un site dédié publié par Météo-France en novembre 2022.

## Urbanisme

### Typologie
Au 1er janvier 2024, Lemmes est catégorisée commune rurale à habitat dispersé, selon la nouvelle grille communale de densité à sept niveaux définie par l'Insee en 2022.
Elle est située hors unité urbaine. Par ailleurs la commune fait partie de l'aire d'attraction de Verdun, dont elle est une commune de la couronne,. Cette aire, qui regroupe 103 communes, est catégorisée dans les aires de moins de 50 000 habitants,.

### Occupation des sols
L'occupation des sols de la commune, telle qu'elle ressort de la base de données européenne d’occupation biophysique des sols Corine Land Cover (CLC), est marquée par l'importance des territoires agricoles (70 % en 2018), une proportion sensiblement équivalente à celle de 1990 (69,8 %). La répartition détaillée en 2018 est la suivante : 
terres arables (70 %), forêts (26,9 %), zones urbanisées (3,1 %). L'évolution de l’occupation des sols de la commune et de ses infrastructures peut être observée sur les différentes représentations cartographiques du territoire : la carte de Cassini (XVIIIe siècle), la carte d'état-major (1820-1866) et les cartes ou photos aériennes de l'IGN pour la période actuelle (1950 à aujourd'hui).

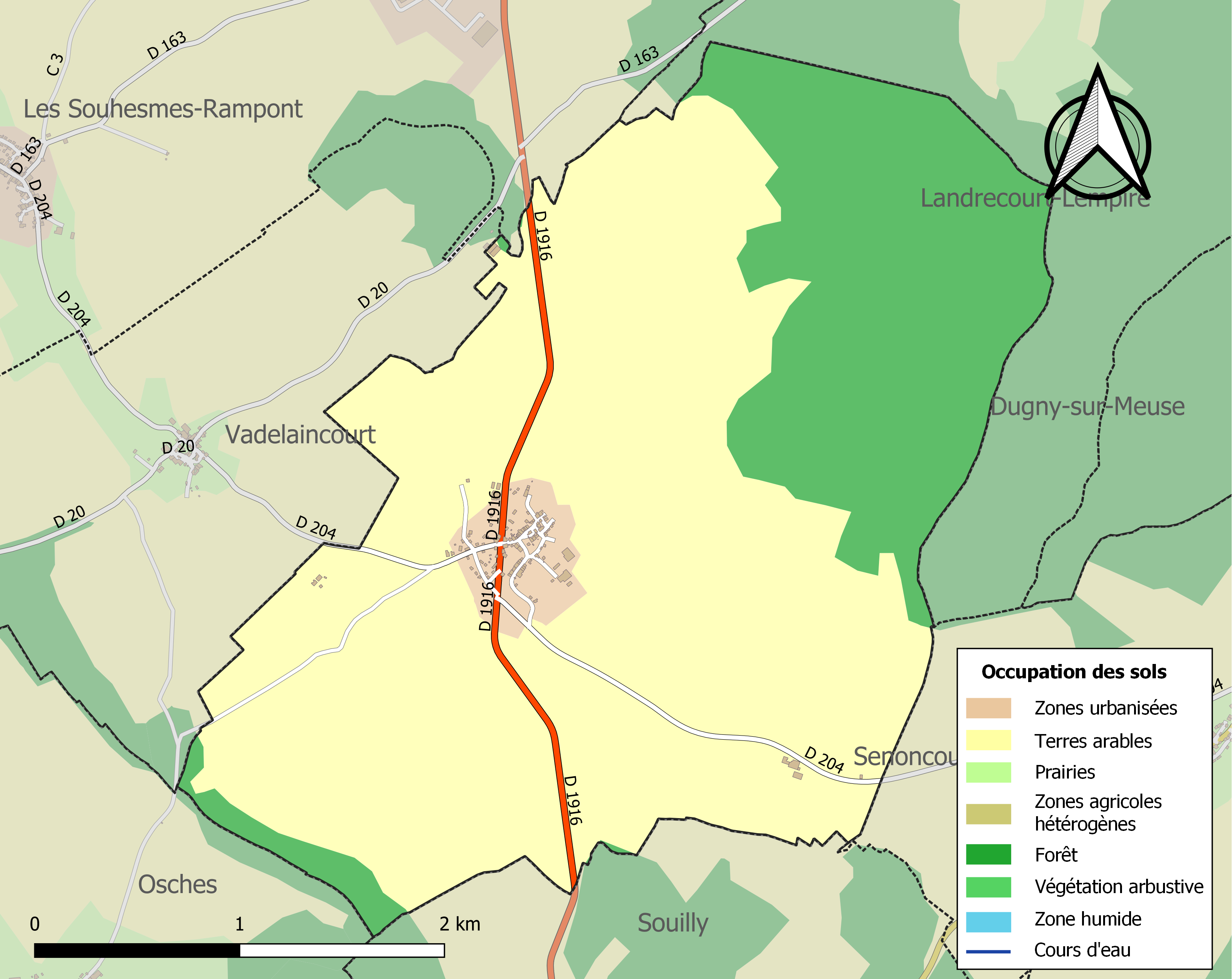
Carte des infrastructures et de l'occupation des sols de la commune en 2018 (CLC).

## Toponymie
Le nom de la localité est attesté sous les formes Lema (940) ; Luma (940) ; Limacum (952) ; Lumacum (962) ; Limnia (973) ; Limia (937) ; Lemnia (1049) ; Lammia (1049) ; Lamia (1208) ; Lanmes (1221) ; Lammes (1230) ; Lenmes (1257) ; Lamme (1270) ; Lames (1549) ; Limniæ (1642) ; Lemmiæ (1738).

Du gaulois -lemo, limo, « orme ».

## Politique et administration
| Période                                  | Période   | Identité                                       | Étiquette | Qualité |
| ---------------------------------------- | --------- | ---------------------------------------------- | --------- | ------- |
| Les données manquantes sont à compléter. |           |                                                |           |         |
| avant 1988                               | ?         | Yvon Brunella                                  |           |         |
| mars 2008                                | mars 2014 | Noëlle Buquet                                  |           |         |
| mars 2014                                | En cours  | Hervé Corvisier Réélu pour le mandat 2020-2026 |           | Cadre   |

De 1973 à 1984, était dans la commune des Quatre-Vents.

## Population et société

### Démographie
L'évolution du nombre d'habitants est connue à travers les recensements de la population effectués dans la commune depuis 1793. Pour les communes de moins de 10 000 habitants, une enquête de recensement portant sur toute la population est réalisée tous les cinq ans, les populations de référence des années intermédiaires étant quant à elles estimées par interpolation ou extrapolation. Pour la commune, le premier recensement exhaustif entrant dans le cadre du nouveau dispositif a été réalisé en 2005.

En 2022, la commune comptait 236 habitants, en évolution de −3,28 % par rapport à 2016 (Meuse : −4,4 %, France hors Mayotte : +2,11 %).
| 1793 | 1800 | 1806 | 1821 | 1831 | 1836 | 1841 | 1846 | 1851 |
| ---- | ---- | ---- | ---- | ---- | ---- | ---- | ---- | ---- |
| 325  | 330  | 348  | 387  | 423  | 401  | 367  | 386  | 395  |

| 1856 | 1861 | 1866 | 1872 | 1876 | 1881 | 1886 | 1891 | 1896 |
| ---- | ---- | ---- | ---- | ---- | ---- | ---- | ---- | ---- |
| 311  | 335  | 295  | 270  | 292  | 262  | 232  | 220  | 213  |

| 1901 | 1906 | 1911 | 1921 | 1926 | 1931 | 1936 | 1946 | 1954 |
| ---- | ---- | ---- | ---- | ---- | ---- | ---- | ---- | ---- |
| 216  | 194  | 173  | 168  | 161  | 149  | 146  | 122  | 131  |

| 1962 | 1968 | 1975 | 1982 | 1990 | 1999 | 2005 | 2006 | 2010 |
| ---- | ---- | ---- | ---- | ---- | ---- | ---- | ---- | ---- |
| 107  | 108  | 275  | 137  | 159  | 187  | 215  | 228  | 230  |

| 2015 | 2020 | 2022 | - | - | - | - | - | - |
| ---- | ---- | ---- | - | - | - | - | - | - |
| 245  | 237  | 236  | - | - | - | - | - | - |

## Culture locale et patrimoine

### Lieux et monuments
- L'église Saint-Laurent XVIIIe siècle, XXe siècle.

### Héraldique, logotype et devise
Soutien de l’écu : Deux rameaux de chêne tigé de tanné, feuillés de sinople et en englantés d’or, passés en sautoir, en pointe ; au casque de soldat français, taré de profil, d’azur brochant sur la croisure.
```
Devise toponymique : LEMMES en lettres d’or sur un listel de sinople, au revers de gueules.
```

MOTIVATION : Les deux épis constituent des armes parlantes, au deuxième degré, homonymes (phoniques) car, non encore battus, ils laissent apparaître les petites feuilles fines inférieures, les lemmes qui ont protégé les fleurs et qui protègent les grains, d’autant plus que ces lemmes sont chacun armé d’une barbe piquante.
Selon Dauzat et Rostaing, Lemmes (Luma en 940, Lemnia en en1049, Lemmiae en 1738) pourrait être lié au nom de personne gauloise Lemnos.
Les épis soulignent également le caractère agricole du village.
La fleur de lis de jardin et le champ d’azur sont des attributs de la Vierge Marie, mère de Jésus, ils rappellent que le village dépendait sous l’ancien régime de la haute seigneurie du Chapitre de la cathédrale de Verdun qui selon l’armorial d’Hozier avait pour armes : d’azur à la cathédrale de Verdun d’argent ouverte d’or et sommée de Notre Dame portant l’enfant Jésus, les deux au naturel. Lemmes était jadis le siège d’une prévôté capitulaire dont dépendait Jouy, Lemmes, Lempire, Pontoux (écart de Récourt) Frana (écart de Sivry la Perche) et Sivry le Perche qui devint ensuite prévôté.
Le feu est celui du martyre de Saint Laurent sur un gril. En symbolisant la foi d’or qui ne peut être détruite par le feu de gueules (rouge), la salamandre illustre la sainteté de ce diacre trésorier de l’Église naissante.
Le casque d’azur est celui des soldats français, à partir de 1915 ; il rappelle que Lemmes est située sur la voie sacrée et sur le tracé du chemin de fer à voie étroite Bar le Duc – Verdun : le « Varinot ». Il souligne que la voie sacrée a vu passer une noria de convois routiers d’hommes, de ravitaillement et de munitions approvisionnant le front et en revenant entre 1914 et 1918 surtout en 1916. Les petites locomotives du « Varinot » ont bien épaulé la voie sacrée dans ce rôle.
Les rameaux sont ceux des chênes et des autres arbres de la forêt de Lemmes.